# 罗贝尔·沙巴尔
罗贝尔·沙巴尔（法語：Robert Chabbal，1927年2月6日—2020年9月14日），法国科学工作者。曾任法國國家科學研究中心主任。

## 生平
1927年2月6日生于尼姆。1946年入读巴黎高等師範學院。1950年获得物理学学士学位，1957年获理学博士学位。1959年，他成为巴黎大学理学院教授。1965年担任奧賽学院教授，1962年至1969年担任艾梅·戈登实验室主任。1969年，他成为法國國家科學研究中心物理学研究室主任。他创立并领导了太阳能跨学科研究计划。1976年至1979年，担任法國國家科學研究中心主任。
1980年至1983年，他担任北大西洋公约组织科学事务副秘书长。1983年至1987年，他担任法国研究和技术部科学技术委员会主任。1988年至1992年，他在经济合作与发展组织工作。他也是圣戈班公司、法国国家信息与自动化研究所董事会成员。
2020年9月14日逝世。

## 荣誉
- 瑞典皇家工程科学院名誉院士（1976年）
- 法國榮譽軍團勳章